# Hakan Karahan
Hakan Karahan, all'anagrafe Mehmet Hakan Karahan (Istanbul, 1º gennaio 1960), è un attore, scrittore, poeta, regista, cantautore e sceneggiatore turco, noto per aver interpretato il ruolo di Alexander Zucco nella serie Love Is in the Air (Sen Çal Kapımı).

## Biografia
Hakan Karahan è nato il 1º gennaio 1960 a Istanbul (Turchia), e oltre alla recitazione si occupa anche di scrittura, di regia e di sceneggiatura.

## Carriera
Hakan Karahan dopo la laurea presso il Robert College di Istanbul, si è laureato presso l'Istanbul Robert College negli Stati Uniti e al dipartimento di Business Administration della Miami University sempre negli Stati Uniti. Ha lavorato come manager in aziende e istituzioni finanziarie. È stato coinvolto in molti progetti come produttore e attore del settore e continua ad essere coinvolto. Nel 2006 ha iniziato la sua carriera di attore nella serie Sağır Oda. Oltre a quest'ultima serie ha recitato anche in altre serie televisive come nel 2013 e nel 2014 in Kaçak, nel 2014 in Zeytin Tepesi, nel 2015 e nel 2016 in Eşkıya Dünyaya Hükümdar Olmaz, nel 2018 in Aliya, nel 2018 e nel 2019 in Kadin, nel 2019 e nel 2020 in Yasak Elma, nel 2020 e nel 2021 in Love Is in the Air (Sen Çal Kapımı) e nel 2022 in Ben Bu Cihana Sigmazam. Oltre ad aver recitato in serie televisive ha preso parte anche a film come nel 2009 in Yüreğine Sor, nel 2010 in Ses, nel 2012 in Ateşin Düştüğü Yer, nel 2013 in Karaoğlan, nel 2014 in Gece, nel 2015 in Kasap Havası e in Senden Bana Kalan, nel 2017 in Kervan 1915  e nel 2021 in Hababam Sinifi Yaz Oyunlari. Oltre alla recitazione, ha diretto anche film come Gölgesizler (nel 2008) e Kaptan Feza (nel 2009).

## Filmografia

### Attore

#### Cinema
- Yüreğine Sor, regia di Yusuf Kurçenli (2009)
- Ses, regia di Ümit Ünal (2010)
- Ateşin Düştüğü Yer, regia di İsmail Güneş (2012)
- Karaoğlan, regia di Kudret Sabancı (2013)
- Gece, regia di Erden Kiral (2014)
- Kasap Havası, regia di Çiğdem Sezgin (2015)
- Memories (Senden Bana Kalan), regia di Abdullah Oğuz (2015)
- Kervan 1915, regia di Ismail Günes (2017)
- Hababam Sinifi Yaz Oyunlari, regia di Doga Can Anafarta (2021)

#### Televisione
- Sağır Oda – serie TV (2006)
- Kaçak – serie TV (2013-2014)
- Zeytin Tepesi – serie TV (2014)
- Eşkıya Dünyaya Hükümdar Olmaz – serie TV (2015-2016)
- Aliya – serie TV (2018)
- La forza di una donna (Kadın) – serie TV (2018-2019)
- Forbidden Fruit (Yasak Elma) – serie TV, (2019-2020)
- Love Is in the Air (Sen Çal Kapımı) – serie TV (2020-2021)
- Ben Bu Cihana Sigmazam – serie TV (2022)

### Regista

#### Cinema
- Gölgesizler, regia di Ümit Ünal (2008)
- Kaptan Feza, regia di Ümit Ünal (2009)

## Romanzi
- 19 (2004)

## Doppiatori italiani
Nelle versioni in italiano dei suoi film e delle sue serie TV, Hakan Karahan è stato doppiato da:
- Edoardo Siravo[20] in Love Is in the Air[21]